# Lydia (piosenkarka)
Lydia Rodríguez Fernández (ur. 15 stycznia 1980 w Madrycie) – hiszpańska piosenkarka.

## Kariera
W 1995 rozpoczęła karierę muzyczną nagraniem partii wokalnych do utworu „Are You Ready for What I’m Looking for” zespołu Without Name, który założył jej brat Fernando Rodríguez Fernández. W 1996 wydała debiutancki album studyjny, zatytułowany po prostu Lydia, za który otrzymała status platynowej płyty za sprzedaż ponad 100 tys. sprzedanych egzemplarzy albumu w Hiszpanii. Krążek promowała także singlami: „No se si es amor”, „Sin ti no puedo” i „Fueron buenos tiempos”. W 1996 wydała singiel „El tacto de su piel”, który dedykowała swojemu muzycznego idolowi, Alejandro Sanzowi. 
Pod koniec czerwca 1998 wydała album pt. Cien veces al día/100 veces al día, za którym uzyskała certyfikat złotej płyty i który promowała singlami: „No se vivir sin ti”, „Aun no quiero enamorarme” i tytułowym utworem. We wrześniu 1998 wydała reedycję albumu, wzbogaconą o utwór „No quiero escuchar”, z którym w 1999, reprezentując Hiszpanię, zajęła ostatnie, 23. miejsce w finale 44. Konkursu Piosenki Eurowizji organizowanego w Jerozolimie. Podczas występu na Eurowizji miała na sobie sukienkę projektu Ágathy Ruiz de la Prady, która wywołała zainteresowanie i dużo krytyki w hiszpańskich mediach i za który po finale konkursu została uhonorowana tytułem najgorzej ubranego uczestnika Eurowizji w internetowym plebiscycie; zdaniem niektórych internautów Lydia wyglądała na scenie jak „wielokolorowa pasta do zębów”, a kreacja „mogłaby służyć jako gejowska flaga”.
W 2001 wydała swój pierwszy anglojęzyczny singel „Across the Universe”, na którym umieściła cover piosenki zespołu The Beatles o tym samym tytule. Utworem promowała swój solowy album pt. Si no me pides la vida, który wydała w kwietniu 2002. Płytę promowała również singlami: „A través de mi ventana”/„Atravez de mi ventana”, „Ansiedad” i „Esta vez no caeré”, a także utworem „Si no me pides la vida”, który nagrała w duecie z Nacho Campillo. W 2003 wzięła udział w projekcie Ellas y Magia, na potrzeby którego nagrała własną interpretację piosenki „Mi príncipe vendrá” z filmu animowanego Królewna Śnieżka i siedmiu krasnoludków. W czerwcu wydała składankę przebojów pt. Grandes exitos. W 2005 gościnnie zaśpiewała w utworze „El final del cuento de hadas” El Chojina. W 2007 zagrała rolę Marii Magdaleny w hiszpańskiej wersji musicalu Jesus Christ Superstar, który był wystawiany w kilku miastach w kraju.
W 2008 została wokalistką zespołu Presuntos Implicados, z którym już dwa lata wcześniej podjęła współpracę zastępując okazjonalnie Sole Giménez w roli wokalistki. W 2008 wydali wspólnie album pt. Será, który promowali singlem „Tu ¿cómo estás?” i który zadebiutował na 42. miejscu listy najczęściej kupowanych płyt w Hiszpanii. Album kilka miesięcy później doczekał się reedycji wzbogaconej o dwa premierowe utwory – „Hacia las montañas” i „Si tu quisieras”. Na początku września 2011 wydała z zespołem drugi album pt. Banda sonora, na który nagrała swoje wersje przebojów filmowych, m.in. piosenki „Moon River”, „Nature Boy” (na płycie jako „Cuando él llegó”) i „Mañana de carnaval” i który zadebiutował na ósmym miejscu listy najczęściej kupowanych płyt w kraju. W listopadzie 2013 wydała z zespołem album koncertowy pt. La Noche 2 Desde la Ciudad de México – Zona Preferente (En Vivo), który zadebiutował na 53. miejscu listy najczęściej kupowanych płyt w kraju.

## Dyskografia
Albumy studyjne
- Solowe
  - Lydia (1996)
  - Cien veces al día (1998)
  - Si no me pides la vida (2002)

- Z zespołem Presuntos Implicados
  - Será (2008)
  - Banda sonora (2011)
  - La Noche 2 Desde la Ciudad de México – Zona Preferente (En Vivo) (2013)